# Lampona ruida
Espèce
Synonymes
- Lampona subaquila  Urquhart, 1893

Lampona ruida est une espèce d'araignées aranéomorphes de la famille des Lamponidae.

## Distribution
Cette espèce est endémique d'Australie. Elle se rencontre au Queensland, en Nouvelle-Galles du Sud, au Victoria, dans l'Est de l'Australie-Méridionale et en Tasmanie.

## Description
Le mâle décrit par Platnick en 2000 mesure 7,1 mm et la femelle 9,9 mm.

## Publication originale
- L. Koch, 1873 : Die Arachniden Australiens. Nürnberg, vol. 1, p. 369-472 (texte intégral).